# Acrocercops scriptulata
Acrocercops scriptulata là một loài bướm đêm thuộc họ Gracillariidae. Nó được tìm thấy ở Ấn Độ (Karnataka).
Ấu trùng ăn Terminalia paniculata. Chúng có thể ăn lá nơi chúng làm tổ.